# Mistrzowie strongman: Słowenia
Mistrzowie strongman: Słowenia – (Martin Krpan-Najmočnejši Slovenec) doroczne, indywidualne zawody siłaczy, organizowane w Słowenii od 1996 r.

## Mistrzowie
| Rok  | Mistrz          |
| ---- | --------------- |
| 1996 | Janez Blažič    |
| 1997 | Janez Blažič    |
| 1998 | Janez Blažič    |
| 1999 | Denis Udovič    |
| 2000 | Denis Udovič    |
| 2001 | Denis Udovič    |
| 2002 | Boris Miloševič |
| 2003 | Martin Matjašič |
| 2004 | Joško Pirnat    |

| Rok  | Mistrz          | Wicemistrz      | Drugi Wicemistrz |
| ---- | --------------- | --------------- | ---------------- |
| 2005 | Gregor Stegnar  | Oliver Gašparič | Denis Udovič     |
| 2006 | Oliver Gašparič | Denis Udovič    | Gregor Stegnar   |
| 2007 | Gregor Stegnar  | Oliver Gašparič | Andrej Ušlakar   |
| 2008 | Gregor Stegnar  | Tomaž Plevanč   | Oliver Gašparič  |
| 2009 | Oliver Gašparič | Tomaž Plevanč   | Damjan Slapnik   |